# Stemma della Marina Militare

L'attuale stemma della Marina Militare, così come rinnovato nel dicembre 2012

Lo stemma della Marina Militare italiana è composto da uno scudo diviso in quattro quarti, ognuno dei quali occupato dal blasone di un'importante repubblica marinara (Venezia, Genova, Amalfi, Pisa): nel primo quarto, su sfondo rosso, il leone alato che brandisce una spada, simbolo di San Marco e di Venezia; nel secondo quarto la croce rossa su fondo bianco, simbolo di Genova; nel terzo quarto la croce ottagona bianca su fondo azzurro, simbolo di Amalfi; nell'ultimo quarto, la croce pisana bianca su fondo rosso, simbolo di Pisa, il tutto sormontato da una corona navale, turrita e rostrata, che il Senato romano conferiva ai comandanti vincitori di battaglie navali.
Approvato nel 1941, rimase inutilizzato fino al 1947, quando venne epurato dei simboli sabaudi e fascisti dall'allora capo provvisorio dello Stato Enrico De Nicola. Nel dicembre 2012 la Marina Militare ha modificato lo stemma in base ad uno studio che ha perfezionato i simboli delle quattro repubbliche marinare e la corona turrita, lasciando comunque inalterato il disegno di fondo originale.
Lo stemma, inserito al centro della bandiera italiana, costituisce la bandiera della Marina Militare, altrimenti troppo simile alla bandiera del Messico.

## Storia

### Le origini: lo stemma della Regia Marina
Il 30 dicembre 1939 l'ammiraglio d'armata Domenico Cavagnari, sottosegretario di Stato per la marina, chiese alla Regia Consulta Araldica del Ministero dell'interno di riconoscere uno stemma alla Regia Marina, la marina militare del Regno d'Italia, costituito dai tratti caratteristici della marina militare romana e delle più note repubbliche marinare, ossia Venezia, Genova, Pisa e Amalfi, il tutto sovrapposto da uno scudo sabaudo affiancato da fasci littori e sormontato da una corona turrita e rostrata, a ricordare il simbolo che il Senato romano concedeva ai propri condottieri navali.
La richiesta di Cavagnari sfociò nel Regio Decreto n.3107 25 aprile 1941 che istituiva ufficialmente il simbolo della Regia Marina, successivamente riportato nella pubblicazione DCN 105 "Norme riguardanti emblemi, distintivi e norme da applicare sulle RR. Navi", edizione marzo 1942. Lo stemma era così descritto:

Lo stemma della Regia Marina, 1941-1943

Tale descrizione non era però sufficientemente chiara per rappresentare uno stemma univoco (ad esempio manca la postura del Leone di San Marco, il colore del libro dei Vangeli ecc.). La corona è genericamente descritta dal decreto come « formata da un cerchio con motivi alternati di rostri e di ancore romane », senza specificarne il numero e neppure se essi debbano essere compresi entro i margini del cerchio stesso. Come conseguenza, il disegnatore dello stemma applicò a propria discrezione due rostri in bassorilievo orientati verso l'esterno e un'ancora che arrivava fin quasi la sommità della torre centrale, inserendo altresì, forse per migliorare l'immagine complessiva della figura, due "cordonate" nel cerchio della corona, benché di tali cordonate il decreto non facesse cenno. In teoria, sarebbe stata giusta qualsiasi altra scelta. Con l'applicazione delle cordonate l'effetto finale è stata la diminuzione del volume delle prue rostrate e l'arretramento delle stesse, che sembrano saldate alla parte posteriore della corona.
Riguardo all'aspetto delle quattro torri (tre visibili) merlate alla guelfa, non viene specificata alcuna forma (quadrata, rettangolare, circolare), struttura (legno, mattoni, metallo) o altri dettagli. Di fronte a tali lacune il disegnatore avrebbe potuto optare per la tradizionale corona civica, per la torre lignea situata a prua delle navi da guerra romane o per « una torre rettangolare modestamente rilevata, quale si otterrebbe attraverso la piegatura, la cesellatura e la battitura del metallo ». Sembra sia stata scelta quest'ultima opzione, ma la collocazione delle torri all'interno del cerchio ha tolto ogni percezione di profondità alle stesse. Le quattro torri (nord, sud, est, ovest) rispecchiano il tipico modello di corona. Dato che per convenzione il punto di vista dello stemma è di fronte, leggermente dal basso, una torre, quella della parte posteriore della corona, non è visibile. Così come sono state disegnate tuttavia le due torri laterali non rendono bene l'idea della curvatura del cerchio, che si sarebbe potuta ottenere dando alle stesse una più accentuata rotazione verso l'esterno, con conseguente riduzione della loro superficie frontale.
La pochezza del decreto si è riflessa anche nel Leone di San Marco, che il miniaturista del 1941 ha rappresentato con un vangelo poco definito e con le zampe poggianti sul vuoto, in contrasto con la grande attenzione che l'araldica presta alle leggi della fisica e con il leone del simbolo vero e proprio, che Venezia aveva voluto con le zampe anteriori saldamente poggiate sulla terraferma e quelle posteriori sul mare per ricordare i propri vasti domini. La spada e il libro chiuso, che nella realtà della repubblica veneta non hanno dimostrato necessariamente uno stato di guerra, sono invece stati interpretati dal disegnatore, forse non del tutto esperto di cose venete, proprio per questo scopo. Ciò spiegherebbe anche la scelta del fondo rosso al posto dell'originale azzurro e l'esplicito riferimento, nel testo del decreto, alla « Marineria Veneta » anziché a Venezia. Il fondo rosso potrebbe altrimenti essere spiegato con il fatto che l'azzurro avrebbe nascosto il confine tra il simbolo di Venezia e quello di Amalfi (entrambi su fondo azzurro), mentre, ugualmente, invertire il quarto di Amalfi con quello di Pisa non avrebbe tenuto conto del principio gerarchico, stabilito nel 1942, dell'ordine dei quarti (con Amalfi al terzo posto forse perché più antica di Pisa).
Essendo semplici combinazioni di forme geometriche elementari, i quarti di Genova, Pisa e Amalfi non presentano problemi interpretativi.
Si tenga anche in conto che l'unica rappresentazione disponibile dello stemma della Regia Marina è l'immagine a tempera allegata al decreto del settembre 1941, a cui non sono seguiti decreti attuativi che ne hanno permesso l'uso nelle navi da guerra. Nel 1946 lo stemma, depurato dai fasci littori, è stato usato nei diplomi di conferimento di onorificenze militari .

### Lo stemma della Marina Militare repubblicana fino al 2012

Lo stemma della Marina Militare istituito assieme alla bandiera di forza armata nel 1947. Sono stati eliminati i fasci littori e lo stemma sabaudo, ed è stato modificato il Leone di san Marco

La rimozione dello stemma sabaudo e dei fasci littori, necessaria dopo la nascita della Repubblica Italiana nel giugno 1946 e il cambio di nome della Regia Marina in Marina Militare, non fu oggetto di uno specifico decreto, bensì dal decreto legislativo n. 1305 del 9 novembre 1947 emanato dall'allora capo provvisorio dello Stato Enrico De Nicola, che istituì la bandiera di forza armata con un'approssimazione maggiore di quella del decreto del 1941:
Come si nota, è addirittura scomparso il riferimento al cavo torticcio d'oro. Benché lo stemma dovette essere riprodotto in grande numero e con accorgimenti tali da renderne perfetta l'accoppiabilità al tessuto della bandiera italiana, la qualità artistica complessiva del disegnò andò calando. Col tempo, non a caso, fra le pubblicazioni edite dallo stato maggiore della Marina, i siti internet e il merchandising ufficiale sono apparse varie versioni della corona turrita e delle prue rostrate. Molto si è discusso del quarto "di Venezia" e della sua difformità rispetto allo stemma del capoluogo veneto. Oltre a quanto già accennato nel paragrafo precedente, nello stemma della Marina Militare repubblicana antecedente la modifica del 2012 il leone di Venezia era decisamente mediocre, con particolari, come la criniera poco folta, la coda poco sinuosa e la spada dal disegno improbabile, che non ne davano la giusta immagine di maestoso felino che invece gli attribuisce da sempre l'araldica.
Il simbolo di Pisa, inspiegabilmente, era appesantito da nervature interne.

### Lo stemma rinnovato
Lo stemma della Marina Militare è stato rivisto completamente, in particolar modo il quarto di Venezia, la croce pisana e la corona, dall'araldista Michele d'Andrea, autore, tra l'altro, del primo tentativo di modifica del leone di Venezia fatto durante la realizzazione della bandiera colonnella del Reggimento "San Marco". Essendo i decreti del 1941 e del 1947 molto approssimativi, gli interventi di modifica del nuovo stemma non hanno richiesto un nuovo decreto, potendosi muovere tra le larghe maglie interpretative dei due testi; lo stemma rinnovato è infatti stato ufficializzato con un semplice foglio d'ordine della marina, il n. 52 del 16 dicembre 2012.
È stata data nuova volumetria alle prue, prima quasi ridotte a dei bassorilievi, mentre per il loro disegno si è fatto riferimento alle prue bronzee che ornano il basamento delle aste portabandiera del Vittoriano. Le torri laterali mostrano una maggiore tridimensionalità e sono state pensate per essere più fedeli alla vista laterale del castelletto ligneo collocato nella porzione anteriore delle navi militari romane. L'ancora centrale è stata rimpicciolita e nel cerchio della corona sono scomparse le cordonate.
Il Leone di San Marco è diventato più imponente, con una criniera più folta, zampe più possenti e una coda più sinuosa. Il nimbo è stato ridisegnato, così come il mare (cinque righe di onde) che lambisce una visibile terraferma (da cui è stata rimossa la città turrita) dove è poggiato, sotto la zampa anteriore sinistra del leone, il libro chiuso rilegato in cuoio rosso. Il simbolo di Pisa è stato privato delle nervature interne ed i pomi ora non hanno più le linee di contorno, come se fossero saldati alla croce, ora più dilatata (anche se non esistono regole per definire le proporzioni e gli angoli di detta croce).
Infine, è stato ridotto lo spessore del cavo torticciò d'oro per far risaltare i simboli araldici.
La realizzazione grafica del nuovo stemma, ottenuta mediante la tecnica della pittura digitale, è stata affidata al grafico Roberto Tronchin, mentre la fase finale della vettorializzazione è stata curata dalla designer Alexandra Petrochenko De Angelis.